# منتخب النرويج للكرة اللينة للسيدات
منتخب النرويج للكرة اللينة للسيدات هو ممثل النرويج الرسمي في المنافسات الدولية في الكرة اللينة للسيدات .